# Tony Fadell
 (janvier 2014).
Si vous disposez d'ouvrages ou d'articles de référence ou si vous connaissez des sites web de qualité traitant du thème abordé ici, merci de compléter l'article en donnant les références utiles à sa vérifiabilité et en les liant à la section « Notes et références ».
Anthony Fadell est un informaticien américain né en 1969 d'un père d'origine libanaise et d'une mère d'origine polonaise et russe. En 1991, il obtient un diplôme en génie informatique à l'université du Michigan, aux États-Unis. Toujours au Michigan, il devient directeur de Constructive Instruments, une société qui met au point un logiciel éducatif pour les enfants du nom de MediaText. 
C'est en 1992 qu'il fait connaissance avec l'entreprise Apple et travaille comme ingénieur en système informatique. Il sera responsable du développement d'un nombre important de technologies incluant dans les produits Apple des dispositifs comme le Sony MagicLink ou le Motorola Envoy.
En 1995, il rejoint la société Philips comme fondateur et directeur d'une division qui développera des appareils mobiles fonctionnant sous Windows CE.
Le programme Google Glass lui est confié. À l'instar de l'iPhone, Tony Fadell souhaiterait développer les lunettes connectées sans couverture médiatique, jusqu'à sa présentation officielle.

## Son implication chez Apple
Au début des années 1990, Fadell avait lancé sa propre société, du nom de Fuse. Il avait eu comme idée de vendre un petit baladeur fonctionnant avec un minuscule (mini) disque dur. Fuse échouera, ne trouvant aucun partenaire, mais l'idée demeure : dix ans plus tard, Fadell prend contact avec RealNetworks avec cette même idée en tête mais quittera la société six mois plus tard.
En février 2001, Tony Fadell recommence à travailler pour Apple en tant qu'ingénieur concevant l'iPod. Il sera également responsable de la stratégie concernant les produits audio d'Apple. En avril 2001, il devient responsable d'un groupe nommé iPod & Special Projects qui définira le design du produit et son lancement sur le marché. Il est promu vice-président d'ingénierie du iPod en 2004. 
Apple annonce le 14 octobre 2005 le remplacement de Jon Rubinstein, alors vice-président senior de la division iPod, par Fadell lorsque le premier prendra sa retraite le 31 mars 2006.
En mars 2010, Fadell quitte Apple pour se lancer dans une nouvelle aventure entrepreneuriale : Nest. Ce nouveau projet vise à commercialiser des produits intelligents qui apprennent de leurs utilisateurs :  un thermostat, une caméra et une alarme incendie.
En janvier 2014 Google rachète Nest pour 3,2 milliards de dollars (2,3 milliards d’euros) et Fadell rejoint Google.
Nest rachète Dropcam pour 555 millions de dollars. Tony Fadell quitte Nest en 2016.